# 蒙圖爾福爾斯 (紐約州)
蒙圖爾福爾斯（英語：Montour Falls）是位於美國紐約州斯凱勒縣的村。

## 人口
根據2020年美國人口普查的數據，蒙圖爾福爾斯的面積為7.85平方千米，當中陸地面積為7.79平方千米，而水域面積為0.06平方千米。當地共有人口1635人，而人口密度為每平方千米208人。